# Auneuil
Auneuil este o comună nouă franceză situată în departamentul Oise, în regiunea Hauts-de-France, creată la 1 ianuarie 2017 prin fuziunea a două foste comune, Auneuil și Troussures, care au acum statutul de comune delegate.

## Geografie

### Descriere
Auneuil este situată în ținutul Bray, la poalele ținutului Thelle, la 13 km de Beauvais, 17 km de Noailles, 18 km de Chaumont-en-Vexin, 22 km de Gisors, 26 km de Gournay-en-Bray și 27 km de Marines.
De la sud la nord, întâlnim câmpurile deschise pe platoul Thelle, care atinge altitudinea maximă de 234 m la Neuville-sur-Auneuil, apoi un deal împădurit și sinuos orientat spre nord, și în final valea Bray, care are parțial pășuni cu garduri vii și unde curg mai multe pârâuri în direcția nord-est, inclusiv Ru d'Auneuil, afluent al râului Avelon. Cel mai jos punct al comunei este situat pe malul Pârâului Friancourt, între pădurile Beaufays și Saint-Léger, la o altitudine de 87 m.

### Comune limitrofe
Comunele învecinate sunt Rainvillers, Saint-Léger-en-Bray, Berneuil-en-Bray, Les Hauts-Talican, La Houssoye, Villers-Saint-Barthélemy, Beaumont-les-Nonains și Le Vauroux.
| Villers-Saint-Barthélemy | Rainvillers          | Saint-Léger-en-Bray |
|                          |                      | Berneuil-en-Bray    |
| La Houssoye              | Beaumont-les-Nonains | Les Hauts-Talican   |

### Hidrografie
Comuna este situată în bazinul hidrografic Sena-Normandia. Ea este drenată de cursul de apă 01 din comuna Saint-Léger-en-Bray, râul Auneuil, pârâul Moulinet, cursul de apă Ponceaux și pârâul Friancourt.

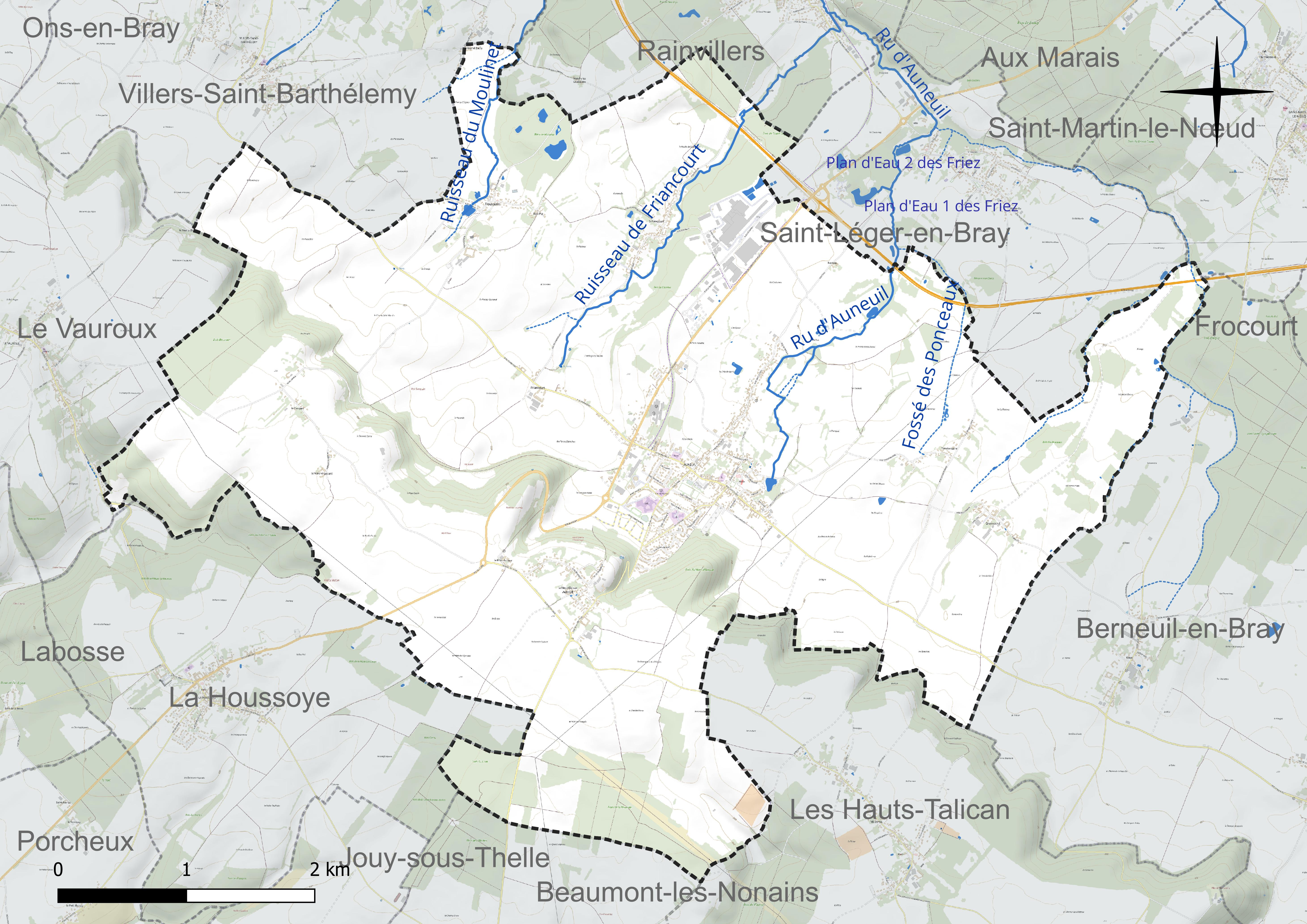
Rețeaua hidrografică d'Auneuil.

Un lac completează rețeaua hidrografică: lacul Bois de Malaise (1,5 ha).

#### Managementul si calitatea apei
Teritoriul comunei este acoperit de schema de amenajare și gestionare a apelor (SAGE) „Sensée”. Acest document de planificare vizează un teritoriu cu o suprafață de 1.219 km², delimitat de bazinul hidrografic al râului Thérain. Perimetrul a fost stabilit la 27 ianuarie 2023, iar schema SAGE propriu-zisă este, în 2024, în curs de elaborare. Structura responsabilă cu elaborarea și implementarea este sindicatul intercomunal al Văii Thérain (SIVT).
Calitatea cursurilor de apă poate fi consultată pe un site dedicat, gestionat de agențiile de apă și de Agenția Franceză pentru Biodiversitate.

### Clima
În 2010, clima comunei este de tipul climatului oceanic degradat al câmpiilor din Centru și Nord, conform unui studiu al Centrului Național de Cercetare Științifică (CNRS) pe baza unui set de date care acoperă perioada 1971-2000 bazat pe o serie de date din perioada 1971-2000. În 2020, Météo-France a publicat o tipologie a climatului pentru Franța metropolitană, în care comuna este expusă unui climat oceanic și se află în regiunea climatică Sud-vest a bazinului Parisian, caracterizată printr-o ploaie redusă, în special primăvara (120-150 mm) și un iarnă rece (3,5 °C).
Pentru perioada 1971-2000, temperatura anuală medie este de 10,3 °C, cu o amplitudine termică anuală de 14,4 °C. Cumulul anual mediu de precipitații este de 751 mm, cu 11,5 zile de precipitații în ianuarie și 8,1 zile în iulie. Pentru perioada 1991-2020, temperatura medie anuală observată la stația meteorologică Météo-France cea mai apropiată, situată în comuna Jaméricourt la 11 km distanță, este de 11,0 °C, iar cumulul anual mediu de precipitații este de 695,7 mm.
Parametrii climatici ai comunei au fost estimați pentru mijlocul secolului (2041-2070) conform diferitelor scenarii de emisie de gaze cu efect de seră, bazate pe noile proiecții climatice de referință DRIAS-2020. Aceștia pot fi consultați pe un site dedicat publicat de Météo-France în noiembrie 2022.

## Urbanism

### Tipologie
La 1 ianuarie 2024, Auneuil este categorisită ca sat rural, conform noii grile comunale de densitate în șapte niveluri definită de INSEE (Institutul Național de Statistică și Studii Economice) în 2022. Face parte din unitatea urbană Auneuil, o unitate urbană monocomunală care constituie un oraș izolat. În plus, comuna face parte din zona metropolitană Beauvais, din care este o comună de periferie. Această zonă, care reunește 162 de comune, este categorisită în ariile de 50.000 până la sub 200.000 de locuitori.

### Morfologie urbană
Habitatul grupat predomină. Fabricile sunt dispuse de-a lungul axului constituit de RD 981 și de fosta cale ferată, care este intersectată transversal de D 2, strada principală a centrului orașului, și de limita comunei prin RN 31, șoseaua de centură la sud de Beauvais.

### Căi de comunicație și transport
Comuna este deservită de următoarele linii de transport in comun:
- Corolis C.A. Beauvaisis - Interurbain: 503, 511, 512, 513, 516;
- Réseau Oise - Région Hauts-de-France - Lot 1: 607, 6107, 6145, 6146, 6684.

## Toponimie

### Auneuil
Cea mai veche formă cunoscută a numelui este « Aneolium », atestată în 1020; derivată din « Alnoialum », care este compus din latinescul alnus (arin) și din galicul ialo- (poiană), Auneuil însemna, așadar, poiană cu aulni.
Latinizat în alum, termenul galic ialo- este frecvent după un nume de arbore și se regăsește în galeză, unde « tir ial » înseamnă « teren deschis ». Combinat cu vocala « -o » a cuvântului precedent, a dat terminația « -euil », precum în numele comunelor apropiate Auteuil și Berneuil-en-Bray.

### Bocteau
Bocquetaux pe harta lui Cassini. Din boqueteau, care înseamnă « boschet ».

### Friancourt
Fredincurta în 1064, Friencurt în 1097. Nume de om germanic urmat de termenul latin cōrtem (« domeniu », derivat din cohors).

### Grumesnil
Gruen-Mainil în 1097, Greumenillum în 1292. Mainil / mesnil provine din latinescul mansionile, care înseamnă « casă de țăran, locuință cu o porțiune de pământ ».

### La Neuville-sur-Auneuil
Contracția La Neuve-ville « satul nou », din latina vulgară nova « nouă » și villa « fermă → sat ».

### Le Marché Godard
Marche Godart pe harta lui Cassini. Fermă fondată în jurul secolului al XV-lea. Godard / Godart este un nume de botez de origine germanică, din god- « dumnezeu » și hard- « dur, puternic ».

### Sinancourt
Saisnencourt în 1097, Sesnencourt în 1239. Nume de om germanic urmat de termenul latin cōrtem (« domeniu », derivat din cohors).

### Tiersfontaine
Iterfontana în 1097. Latinescul vulgar fontana (« izvor »), derivat din latinescul fons (« izvor »).

### Troussures
Troussures este atestat sub forma Trussurius în 1078, apoi Trossures în 1118. Au fost emise mai multe ipoteze pentru a-l explica prin franceza veche:
- Din torseüre « ceea ce este strâns », într-un snop, ceea ce ar sugera o poiană.
- Din torsure - „plierea pământului”
- Din trosseure, troussure « încărcătură, pachet, obiect voluminos », în legătură cu un depozit, un punct de încărcare[34].

## Istorie

### Antichitate
Comuna era traversată de un drum roman venind din Beauvais. La Bocteau, unde au fost descoperite țigle ale unei clădiri antice, aceasta se bifurca: o cale ducea la Gisors prin Porcheux, iar cealaltă, prin Loconville și Liancourt, se unea cu drumul Paris - Rouen și este menționată în Itinerarium Antonini.
Urme ale unei vile gallo-romane au fost găsite lângă o fermă izolată și vestigii romane la locul numit Terre Nitot.

### Evul Mediu
La locul numit la Croix des Pères, la nord de gară, a fost descoperit un sarcofag cu obiecte datând din perioada Evului Mediu.
Prioratul Auneuil a fost fondat în 1068 de Adélard; acesta includea, printre altele, un iaz la Friancourt.
În 1115, Dreu, stăpânul Auneuil, încearcă să se emancipeze de puterea episcopului Pierre de Dammartin refuzând serviciul său de casatus (probabil un stagiu de 40 de zile), dar apoi cedează, deoarece Papa îl amenință cu excomunicarea.
În secolul al XIII-lea, călugării de la priorat încetează să se ocupe de serviciul religios al parohiei și sunt înlocuiți de un preot.

### Epoca contemporană
În 1790, în timpul Revoluției Franceze, stăpânul Auneuil emigrează. Prioratul este vândut unui particular în 1791.
Auneuil devine reședință de canton în 1790, Frocourt îi ia locul între 1795 și 1802, apoi Auneuil revine ca reședință până în 2015, când intră în vigoare noua împărțire teritorială.
În 1832, o școală primară pentru fete este fondată de sora Rose Masson.
Dezvoltarea economică a comunei, care până atunci era în principal un sat rural, are loc datorită materiilor prime argiloase disponibile în cantități mari în ținutul Bray, care permit înființarea de țiglării și de fabrici de faianță.
În 1848, societatea Ledru angajează 280 de salariați în domeniul textilelor, fiind atunci a șasea din departament ca număr de muncitori. În secolul al XIX-lea, fabrica de ceramică Boulenger prosperă, iar uzinele se extind de-a lungul drumului național și al căii ferate. Frații Boulenger diversifică producția companiei prin fabricarea de țigle și plăci, apoi prin realizarea de plăci incrustate formând un mozaic pentru care vor primi diverse medalii și premii în timpul celui de-al Doilea Imperiu. Producția se oprește în 1982, an în care se închid și alte țiglării. O fabrică de cherestea își încetează activitatea în 1991.
În timpul războiului franco-german din 1870, un escadron de cavalerie prusacă ocupă orașul.
Linia Beauvais - Gisors-Embranchement, care leagă Beauvais de Gisors, este dată în funcțiune în 1875. Aceasta traversează Auneuil și favorizează dezvoltarea industrială a comunei, în special a fabricii de faianță, care dispune de un ramificat particular; traficul de călători se oprește definitiv în 1942, iar traficul de mărfuri este abandonat în 2010.

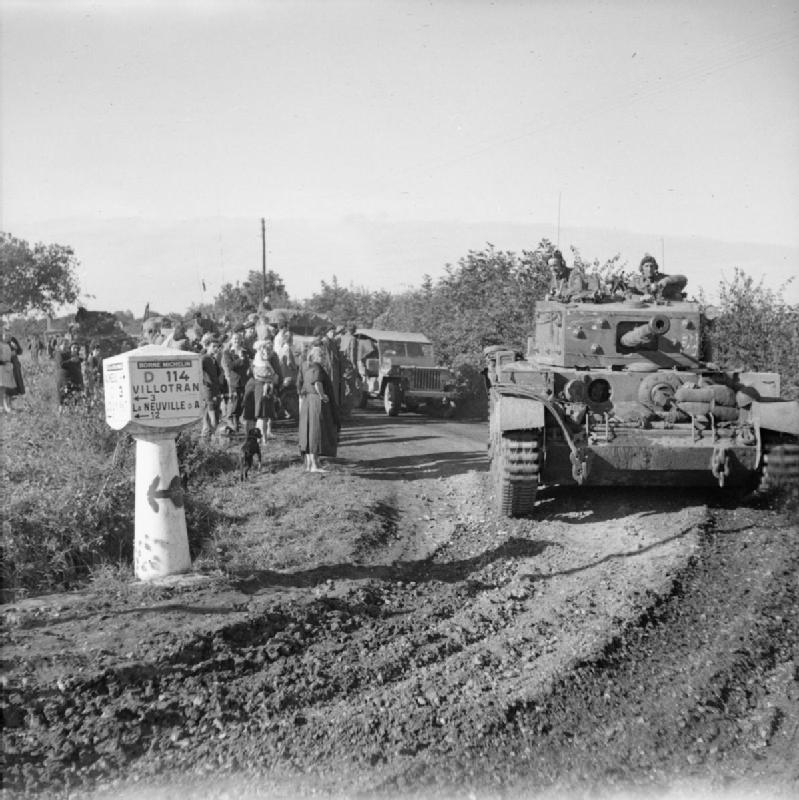
Tancuri britanice la Auneuil, pe 31 august 1944.

În timpul celui de-al Doilea Război Mondial, armata germană instalează o comandatură și un regiment de infanterie la Auneuil. Eliberarea de către un regiment englezesc duce la morți în ambele tabere.
În anii '60, este creată o zonă industrială între Auneuil și Sinancourt, traversată de calea ferată și mărginită de D 981.
Producția fabricii de faianță se oprește în 1982, an în care se închid și alte țiglării. O fabrică de cherestea își încetează activitatea în 1991.
Fostele comune Auneuil și Troussures au fuzionat pe 1 ianuarie 2017, devenind comune delegate ale noii comune care a păstrat numele de Auneuil.
Această fuziune, decisă în cursul anului 2016 pentru a mutualiza resursele și a raționaliza gestionarea celor două comune, a fost adoptată cu unanimitate de voturi în ambele consilii municipale.
Fuziunea celor două comune Auneuil și Troussures este decisă printr-un ordin prefectoral din 30 decembrie 2016.

## Populația și societatea

### Date demografice
Evoluția numărului de locuitori este cunoscută prin recensămintele populației efectuate în comună încă de la înființarea sa.
În 2021, comuna număra 2875 locuitori, în scădere cu −2,84 % față de 2015 (Oise: +0,89 %, Franța fără Mayotte: +1,84%).
| An        | 2017 | 2018 | 2019 | 2020 | 2021 |
| --------- | ---- | ---- | ---- | ---- | ---- |
| Populație | 2892 | 2864 | 2836 | 2856 | 2875 |

## Cultura și patrimoniul local

### Locuri si monumente

#### Auneuil
- Biserica Saint-Sébastien, aproape de primăria Auneuil.
- Capela Notre-Dame-de-la-Pitié, situată la marginea D 2, lângă intersecția cu D 981.
- Spălătoria, clasată ca monument istoric, a dat numele școlii elementare « Le Vieux Lavoir »[47].
- Muzeul ceramicii Boulenger: Face parte dintr-un ansamblu conservat, împreună cu magazinul de expediție, care atestă bogăția și diversitatea mozaicurilor produse de fabrica Boulenger (deasupra)[37].
Situată în cartierul fostei gări, aceasta este casa patronală pe care ultimul frate Boulenger a lăsat-o comunei la moartea sa în 1900, împreună cu numeroase lucrări și piese de colecție. Acesta a transformat-o deja într-un muzeu începând din 1885. Fațadele casei sunt, ele însele, adevărate piese de colecție, deoarece conțin realizări de excepție distinse la expozițiile universale. Vila este de stil neoclasic, inspirată din arta greco-romană. Este clasificată ca monument istoric din 1991. Muzeul este în prezent gestionat de departamentul Oise.
- Fostul hotel Braconnier, la colțul uneia dintre coloniile de muncitori ale fostei fabrici Boulenger.

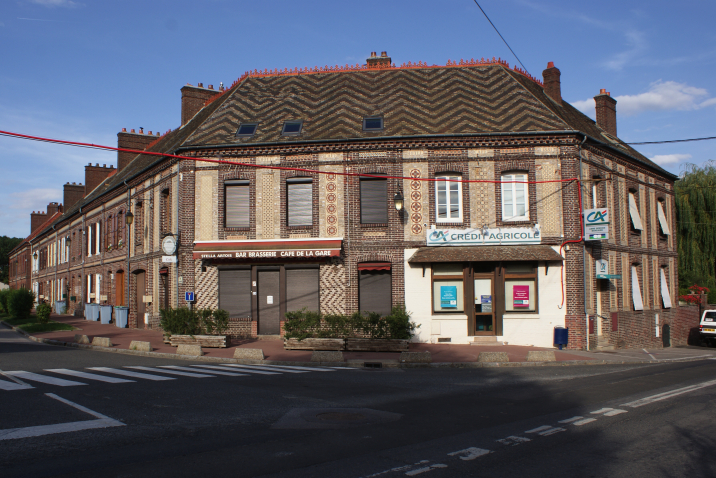
Fostul hotel Braconnier.
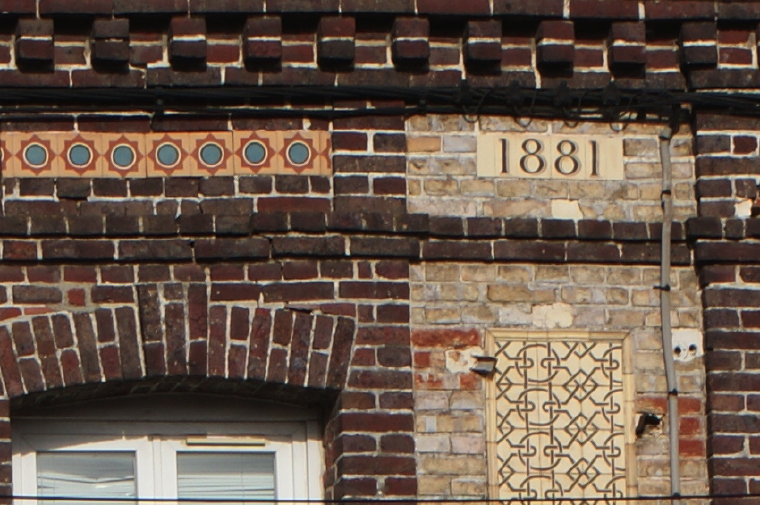
Datare pe fațada fostului hotel Braconnier.
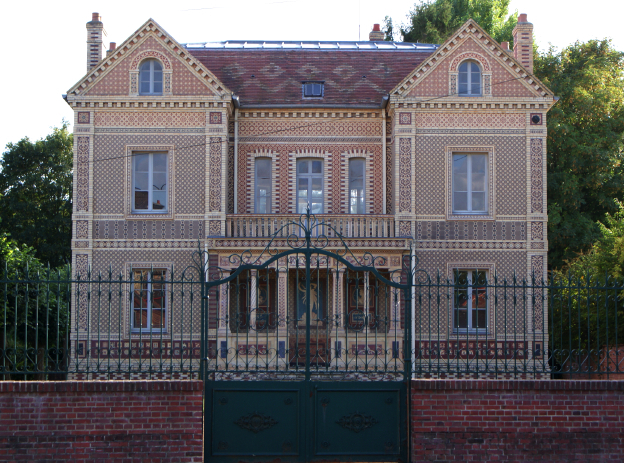
Muzeul ceramicii.
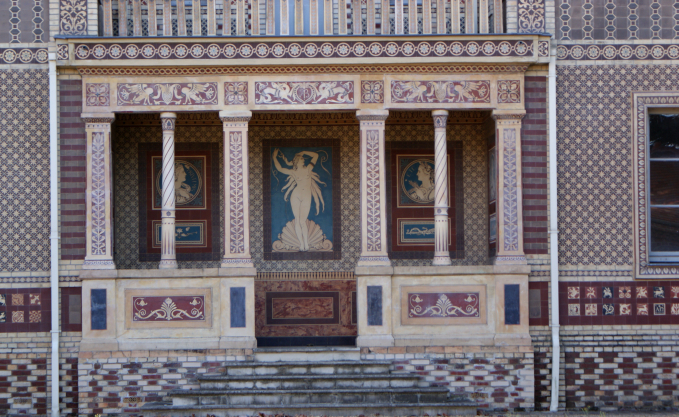
Intrarea ornamentală a Muzeului ceramicii.

#### Troussures
Teritoriul fostei comune Troussures conține două obiective clasificate în inventarul monumentelor istorice și un loc înregistrat în inventarul general al patrimoniului cultural: grădina de agrement a castelului.

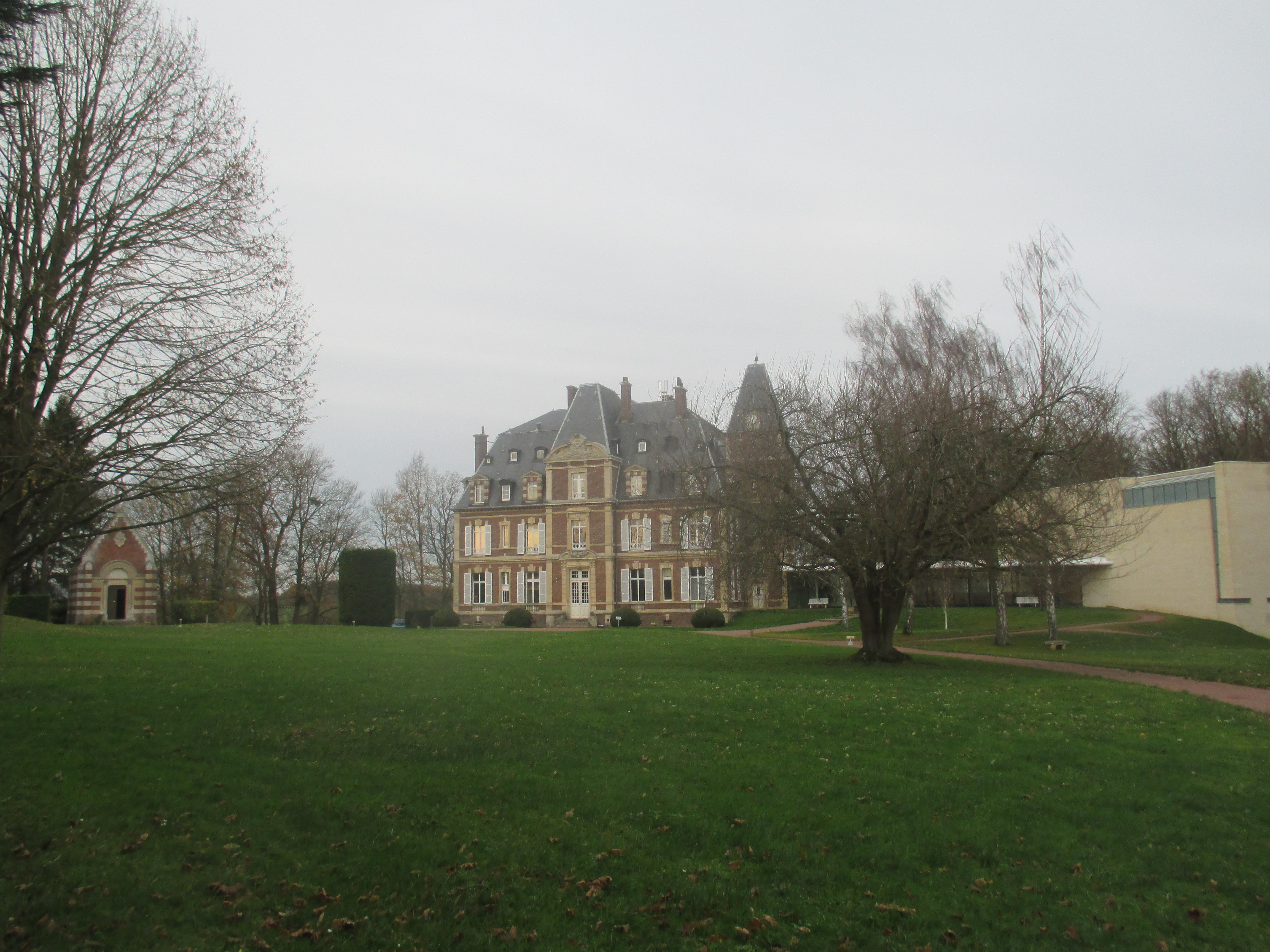
Castelul Troussures și parcul.
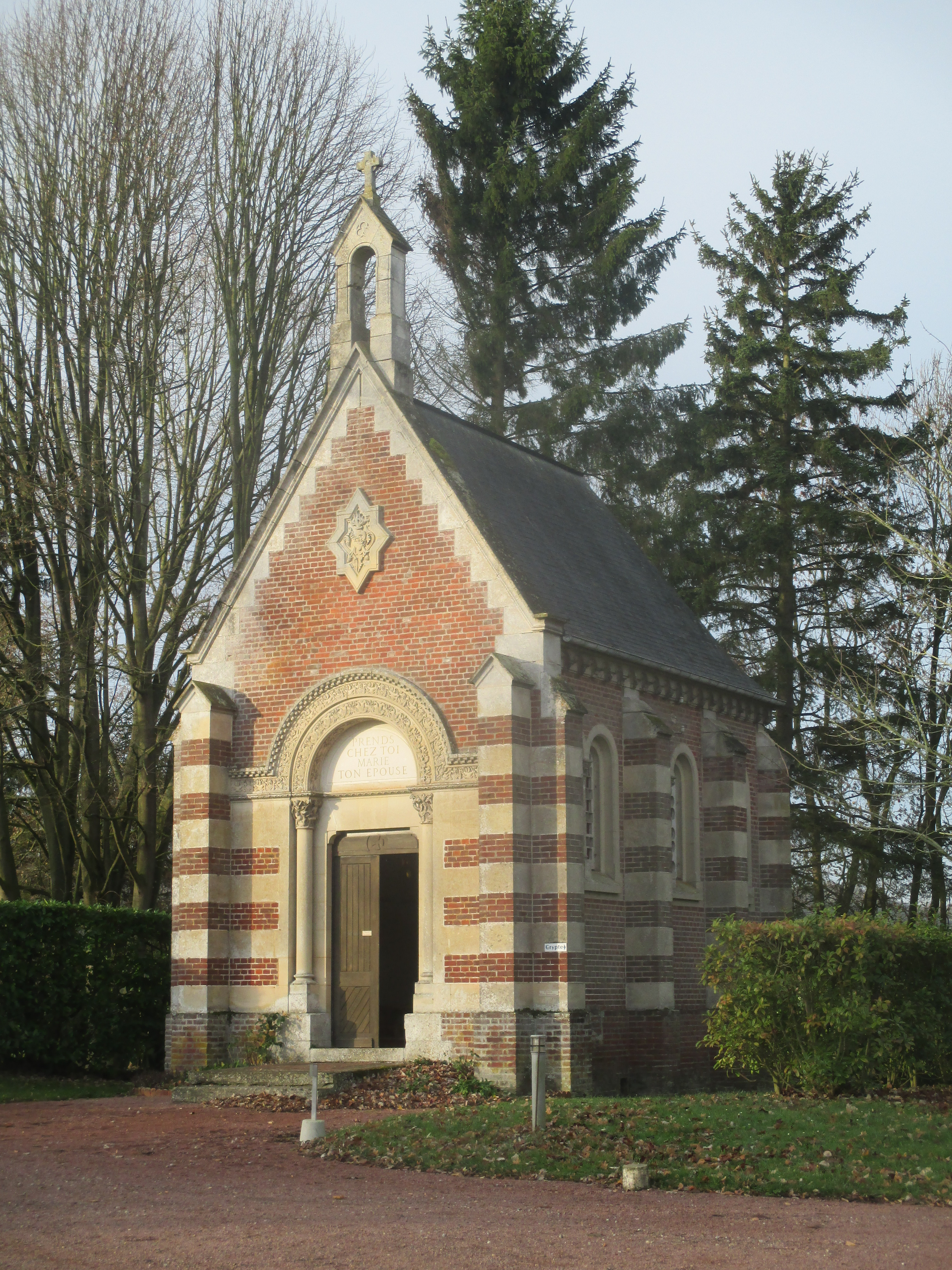
Capela din parcul castelului.
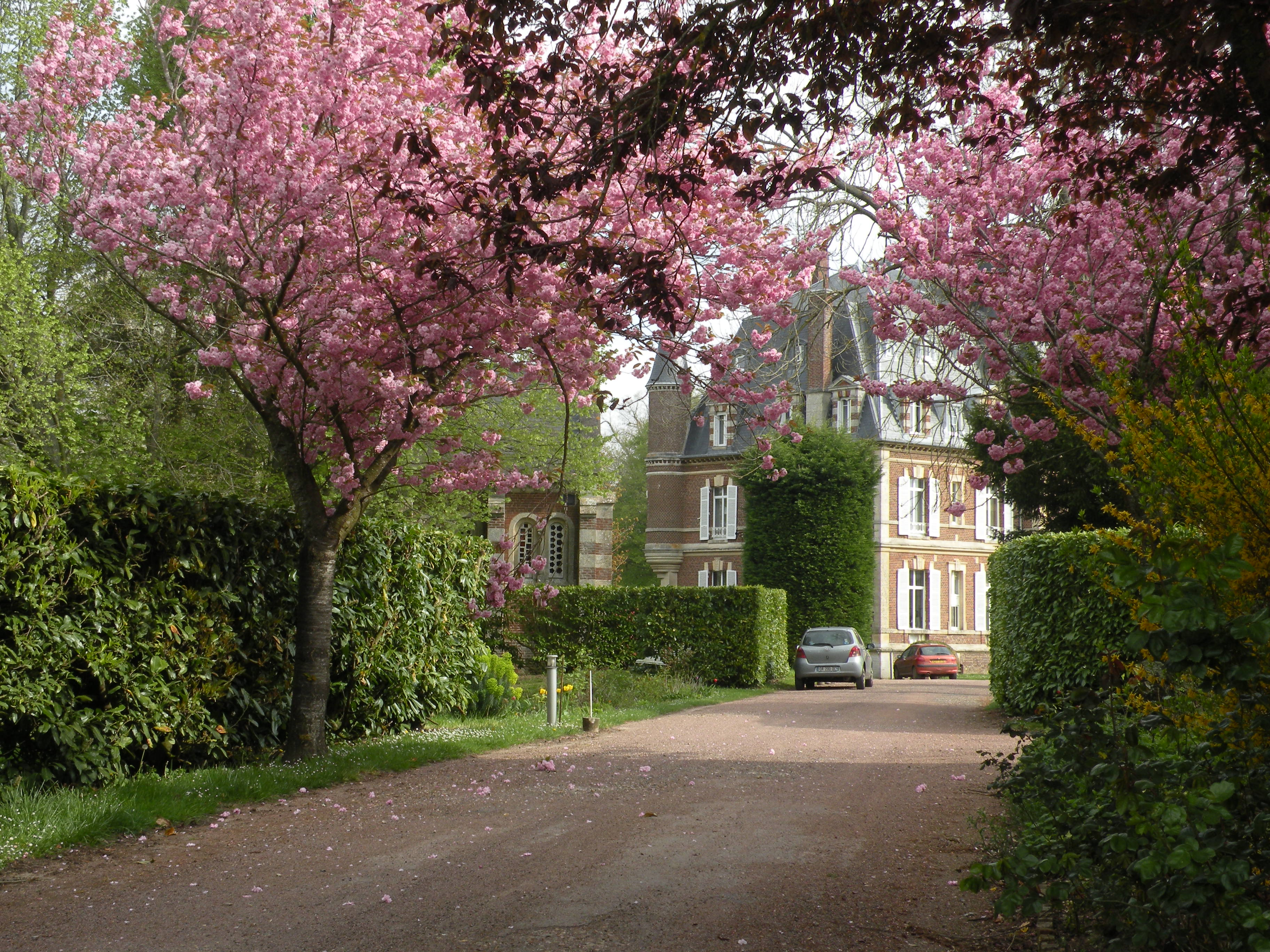
Intrarea în parcul castelului.
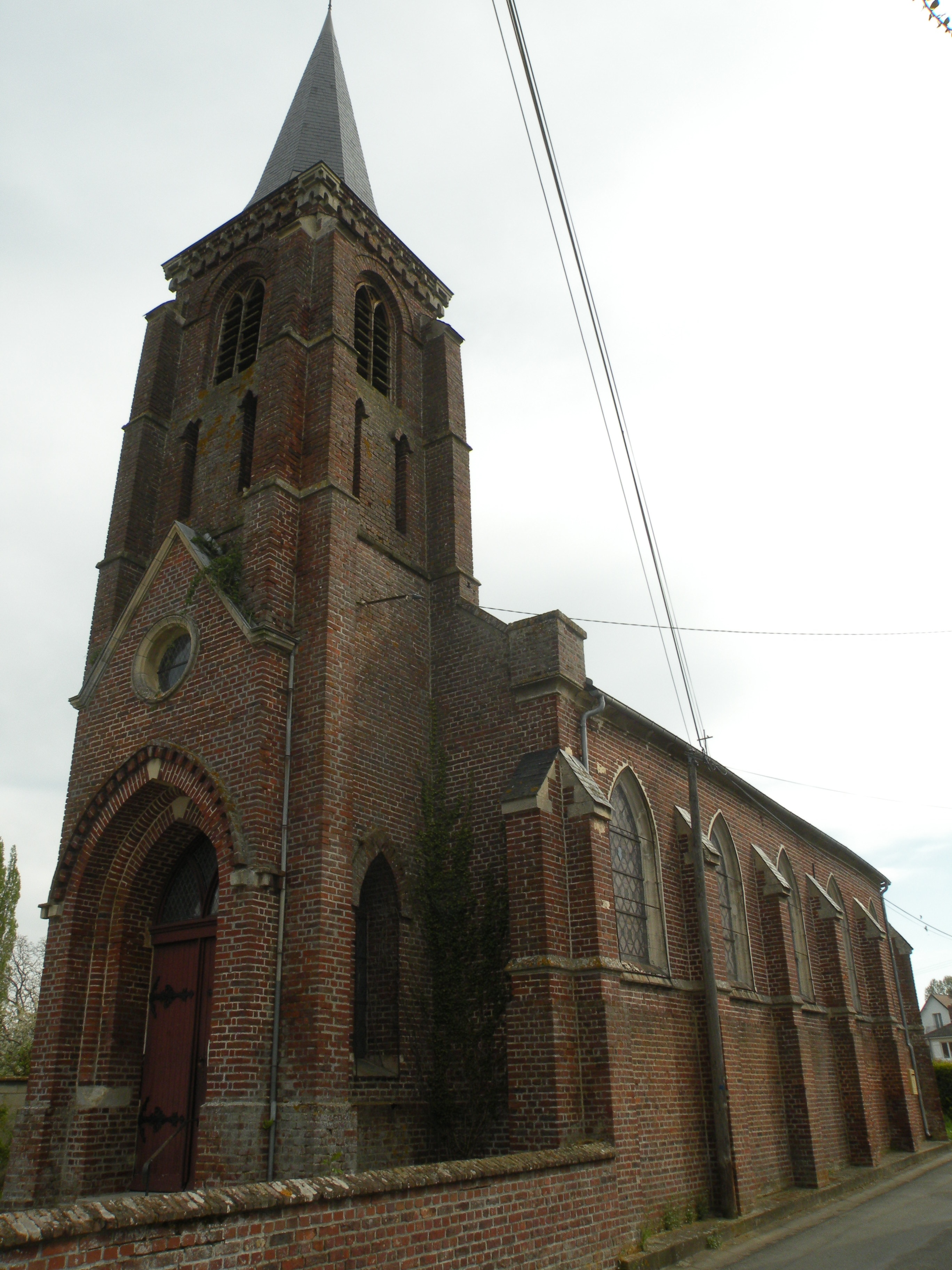
Biserica Notre-Dame.

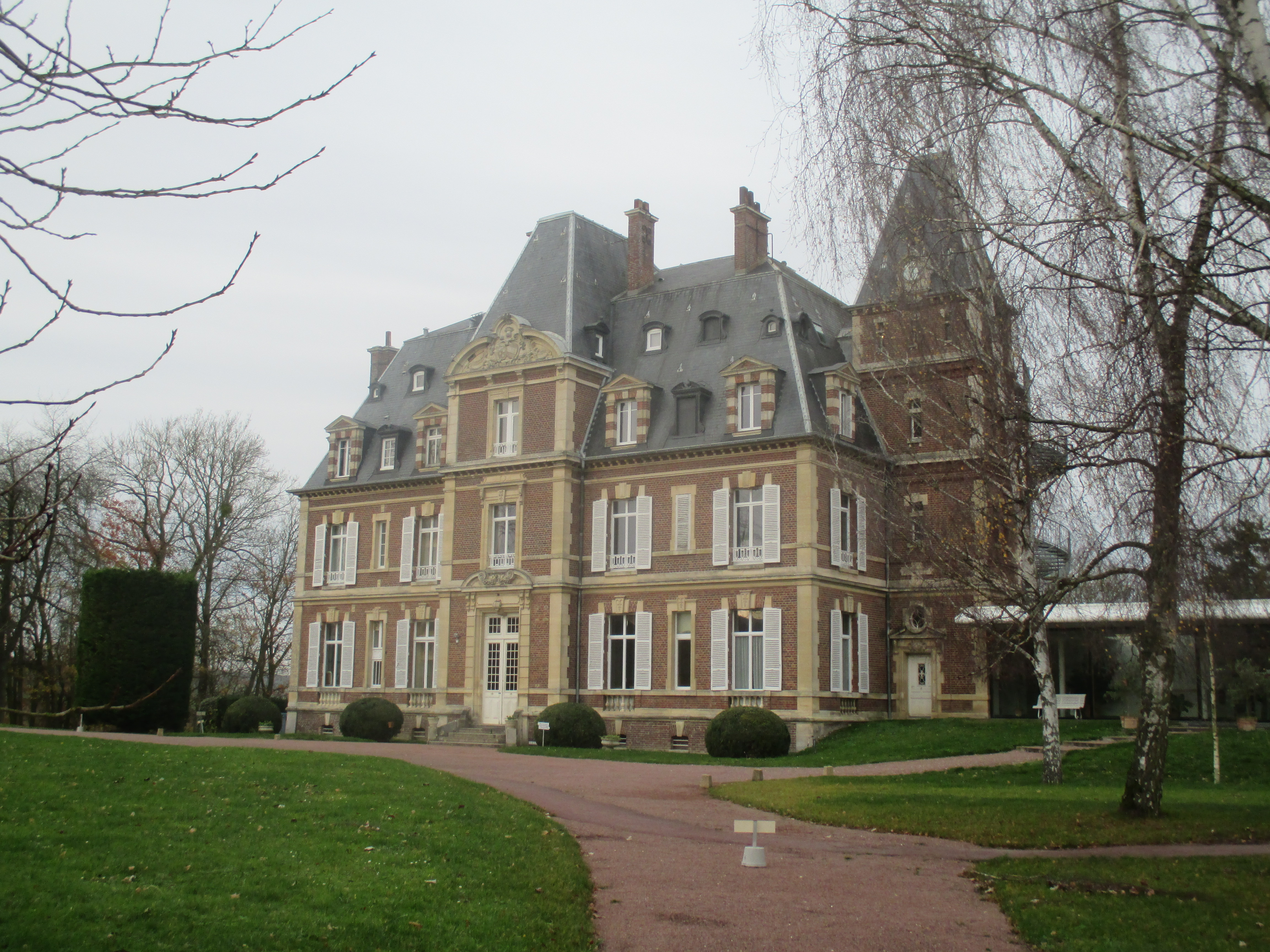
Castelul Troussures în decembrie 2015.

- Biserica Notre-Dame, distrusă de fulger, a fost reconstruită în secolul al XVI-lea. Acolo au fost găsite două obiecte remarcabile:
  - o statuie din lemn reprezentând Fecioara Maria cu Pruncul (înălțime de 36,5 cm), clasată monument istoric din 5 noiembrie 1912. Datată din secolul al XV-lea, aceasta a fost restaurată și păstrată la muzeul departamental Oise sub numărul de inventar 75.77;
  - o a doua statuie din lemn reprezentând Fecioara Maria cu Pruncul (înălțime de 101 cm), clasată din 15 aprilie 1966[49][50]. Datată din începutul secolului al XVI-lea, aceasta a fost restaurată și depusă de comună la muzeul departamental Oise pe 5 martie 1975. Poartă numărul de inventar 75.52.
- Fostul castel Troussures, distrus în 1874, a fost reconstruit de Ludovic Le Caron de Troussures (1829-1914) într-un stil neo-Louis XIII[51]. Acesta avea inițial un corp amenajat pentru a găzdui biblioteca comanditarului său, la acea vreme cea mai importantă bibliotecă privată din Beauvaisis. Această bibliotecă a fost dispersată în mai multe vânzări publice, începând cu 1909. Odată cu castelul, a fost construită o capelă, a cărei criptă adăpostește rămășițele, printre altele, ale lui Marie-Ferdinand Le Caron de Troussures[52], zuav pontifical[n 9], apoi Volontar de Vest, ucis eroic în bătălia de la Loigny pe 2 decembrie 1870, a cărui vitrail central a corului comemorează martiriul său[54], și ale părinților Bernard Taillefer și Paul Doncœur[55]. O nouă capelă[56] a fost construită, pe locul fostei biblioteci a castelului, la începutul anilor 2000 de arhitectul Michel Macary, unul dintre arhitecții Stade de France. După vânzarea sa de către familia Le Caron de Troussures, castelul a fost ocupat succesiv de către iezuiți, printre care P. Doncœur, care din 1938 l-a transformat într-o casă de formare și retrageri spirituale, apoi a găzduit echipele Notre-Dame[n 10] ale P. Caffarel, care l-au rebotezat casă de rugăciune. Prioratul găzduiește din Paștele 1997 comunitatea Saint-Jean cu frați care organizează retrageri și sesiuni, și o comunitate de surori contemplative. Comunitatea ocupă de asemenea fosta fermă a castelului la intrarea în sat și a construit o anexă, casa Montjoie. Întregul ansamblu poartă numele de Prioratul Notre-Dame-de-Cana.